# Andrew Hogg
Andrew James Hogg (* 2. März 1985 in Kingston upon Thames) ist ein englisch-maltesischer Fußballspieler.
Hogg begann das Fußballspielen bei unterklassigen englischen Vereinen. Die Scouts vom AS Bari wurden auf ihn aufmerksam und holten ihn in ihren Jugendkader. Von dort ging er zum Pietà Hotspurs auf Malta. Dort wurde er Stammspieler im Verein. Im Sommer 2007 ging er dann zum FC Valletta. Von 2013 bis 2016 spielte er dann für diverse griechische Vereine, ehe er für die Saison 2016/17 nach Malta zum Hibernians FC zurückkehrte.
Für die Nationalmannschaft Maltas bestritt er bisher 60 Länderspiele. Sein Debüt gab er 2006 in einem Spiel gegen Litauen. 

## Erfolge
- Maltesischer Meister: 2008, 2011, 2012, 2017
- Maltesischer Pokalsieger: 2010
- Maltesischer Superpokalsieger: 2010, 2011